# Гулявник высокий
Гуля́вник высо́кий (лат. Sisýmbrium altíssimum) — вид травянистых растений семейства Капустные (Brassicaceae).

## Ботаническое описание
Однолетнее травянистое растение высотой 30—60 см. Стебель с растопыренными ветвями, внизу с жесткими простыми волосками длиной до 3 мм, а сверху — голый.
Нижние листья черешковые, перисто-раздельные, с удлиненными линейными долями. Чашелистики длиной 4—5 мм, голые, ланцетные.
Лепестки бледно-желтые, позднее почти белые, длиной 7—9 (10) мм и шириной 2—3 мм, продолговато — обратнояйцевидные. Цветёт в июне — августе.
Стручки длиной 5—8 см, косо вверх торчащие, ножки одинаковой толщины со стручками. Семена длиной 1—1,2 мм, широкоэллиптические, тёмно-коричневые. Плодоносит в июле — сентябре.

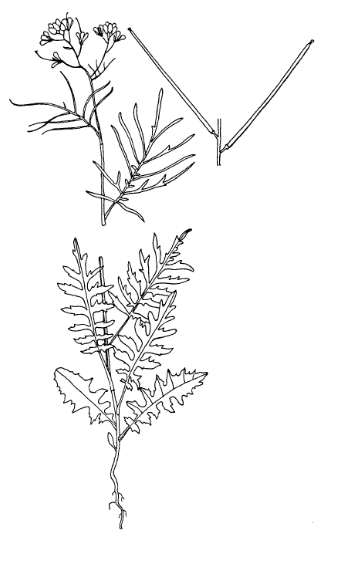
Ботаническая зарисовка

## Распространение и экология
Евразиатский вид, распространенный в России в Европейской части. Предкавказье, на юге западной Сибири (Алтай). В средней России встречается во всех областях.
Растёт на железнодорожных насыпях, обочинах дорог, пустырях, огородах, мусорных местах, песчаных наносах рек.
Весьма засухоустойчивое растение. В природных условиях хорошо развивается даже на светло каштановых и бурых почвах, на которых обычные кормовые растения развиваются плохо или же их урожай не превышает 50—60 ц/га. Чистые заросли гулявника высокого на молодых залежах дают до 80—100 ц/га зеленой массы.

## Значение и применение
Верблюдами на пастбищах поедается хорошо, козами и овцами удовлетворительно, крупно рогатым скотом ниже удовлетворительного, лошадьми еще хуже. Охотнее всего животные едят верхушки. В сене поедается удовлетворительно. При заготовки сена значительная часть листьев осыпается, поэтому целесообразно использовать на силос который прекрасно поедается всеми домашними животными.
Вид включен в список нетрадиционных кормовых растений как кормовое, масличное, лекарственное растение.

## Классификация

### Таксономия[4]
Sisymbrium altissimum  L., 1753, Sp. Pl. : 645
Вид Гулявник высокий относится к роду Гулявник (Sisymbrium) относится к семейству Капустные (Brassicaceae) порядка Капустоцветные (Brassicales). Кладограмма в соответствии с Системой APG IV по состоянию на июнь 2023 года:
|  |                                      |  |                                   |                                   |                     |  | ещё 16 семейств | ещё 16 семейств |                  |  |  |  | еще 52 подтвержденных вида и 77 видов, ожидающих подтверждения |
|  |                                      |  |                                   |                                   |                     |  | ещё 16 семейств | ещё 16 семейств |                  |  |  |  | еще 52 подтвержденных вида и 77 видов, ожидающих подтверждения |
|  |                                      |  |                                   | порядок Капустоцветные            |                     |  |                 |                 | род Гулявник     |  |  |  |                                                                |
|  |                                      |  |                                   | порядок Капустоцветные            |                     |  |                 |                 | род Гулявник     |  |  |  |                                                                |
|  | отдел Цветковые, или Покрытосеменные |  |                                   |                                   | семейство Капустные |  |                 |                 | Гулявник высокий |  |  |  |                                                                |
|  | отдел Цветковые, или Покрытосеменные |  |                                   |                                   | семейство Капустные |  |                 |                 |                  |  |  |  |                                                                |
|  |                                      |  | ещё 63 порядка цветковых растений | ещё 63 порядка цветковых растений |                     |  |                 | ещё 354 рода    | ещё 354 рода     |  |  |  |                                                                |
|  |                                      |  |                                   | ещё 63 порядка цветковых растений |                     |  |                 |                 | ещё 354 рода     |  |  |  |                                                                |

### Синонимы
- Crucifera altissima  E.H.L.Krause
- Erysimum sinapistrum  Rupr.
- Hesperis altissima  Kuntze
- Hesperis rigidula  Kuntze
- Hesperis septulata  Kuntze
- Norta altissima  Britton
- Pachypodium pannonicum  (Jacq.) Endl.
- Sinapis oliveriana  DC.
- Sisymbrium brachypetalum  C.A.Mey.
- Sisymbrium hungaricum  Lumn.
- Sisymbrium pannonicum  Jacq.
- Sisymbrium sinapios  Retz.
- Sisymbrium sinapistrum  Crantz